# Paranesaulax
Paranesaulax är ett släkte av steklar. Paranesaulax ingår i familjen bracksteklar.
Kladogram enligt Catalogue of Life:
| Paranesaulax | \| \| Paranesaulax gracilicornis \| \| \| \| \| \| Paranesaulax gracilis \| \| \| \| \| \| Paranesaulax nitor \| \| \| \| |
|              | \| \| Paranesaulax gracilicornis \| \| \| \| \| \| Paranesaulax gracilis \| \| \| \| \| \| Paranesaulax nitor \| \| \| \| |
|              | Paranesaulax gracilicornis                                                                                                |
|              | |
|              | Paranesaulax gracilis |
|              | |
|              | Paranesaulax nitor |
|              | |